# Élection présidentielle américaine de 1816
L'élection présidentielle américaine de 1816, qui se déroula peu après la fin de la guerre anglo-américaine de 1812, confirma la domination politique du Parti démocrate-républicain, avec l'élection à la présidence de James Monroe, secrétaire d'État de son prédécesseur, James Madison, contre le candidat fédéraliste Rufus King, sénateur de New York.

## Désignation des grands électeurs
Les dix-neuf États de l'Union désignèrent leurs électeurs selon des systèmes différents. Neuf d'entre eux choisirent de les faire désigner par la législature de l'État, les dix autres par un vote direct des citoyens, soit dans le cadre de l'État (New Hampshire, New Jersey, Caroline du Nord, Ohio, Pennsylvanie, Rhode Island, Virginie), soit dans le cadre de circonscriptions spécifiques (Kentucky, Maryland, Tennessee).
Dans tous les États qui firent appel au vote direct des citoyens, des dispositions restrictives avaient été mises en place pour limiter le nombre de votants.
221 grands électeurs furent désignés, mais un électeur du Delaware et trois du Maryland ne participèrent pas au vote, portant le nombre d'exprimés à 217.

## Investiture des candidats
Chez les démocrates-républicains
Le président sortant, James Madison, ne se représentant pas, l'investiture démocrate-républicaine était donc ouverte.
Aucun candidat ne se détachant clairement, la campagne interne commença dès la fin de l'année 1815. Le secrétaire d'État James Monroe incita ses partisans à faire du lobbying auprès des membres du congrès appartenant au Parti démocrate-républicain. Il trouva face à lui plusieurs opposants, dont William Harris Crawford, secrétaire à la Guerre, qui se détacha rapidement.
Il ne fut pas facile de trancher. La première réunion du Caucus du congrès, le 16 février 1816, fut si acrimonieuse que les dirigeants du parti décidèrent de ne pas tenir compte des résultats du vote, qui ne furent pas publiés.
Une solution de compromis fut alors proposée par les démocrates-républicains de New York, qui avancèrent la candidature du gouverneur de leur État, Daniel D. Tompkins, sans convaincre outre mesure.
Un second caucus fut organisé le 12 mars, mais fut boycotté par les partisans de Monroe, qui n'avaient pas été consultés sur cette date, pas plus que les dirigeants du parti. Le nombre du participants (57) fut si faible qu'ils renoncèrent à se prononcer sur un candidat.
Ce fut finalement lors d'une troisième session, le 16 mars, que le parti put désigner son candidat. James Monroe obtint 65 voix, contre 54 à William H. Crawford. Le résultat, assez serré, permit à certains des plus farouches partisans de Crawford de crier au scandale, mais sans être suivis par leur chef de file.
L'investiture pour la vice-présidence fut plus facile à trancher : le gouverneur de New York Daniel Tompkins fut désigné par 85 voix contre 30 à Simon Snyder (en).
Chez les fédéralistes
Le Parti fédéraliste ne tint pas de caucus. Son affaiblissement était tel qu'aucun candidat autre que le sénateur de New York Rufus King ne souhaitait se présenter. Il fut donc investi "de fait". Aucun colistier ne fut cependant désigné.

## Campagne électorale
La campagne fut assez plate, car il ne faisait de doute pour personne que le candidat démocrate-républicain l'emporterait haut la main et que le vrai enjeu était dans l'investiture.
Les fédéralistes étaient en effet en plein déclin. Ils payaient le prix de leur opposition à la guerre, dont le bilan apparut aux Américains comme finalement positif, mais aussi de leur absence de cheval de bataille électoral, notamment compte tenu de la prise en compte d'un certain nombre de demandes fédéralistes, et notamment la création d'une banque nationale et la mise en place d'une politique douanière partiellement protectionniste, par le président Madison.
Pire encore, certains fédéralistes évoquaient ouvertement une sécession de la Nouvelle-Angleterre, ce qui faisait peser sur eux la responsabilité d'une éventuelle guerre civile, alors que la majorité des citoyens aspiraient à la stabilité.
L'effondrement fédéraliste fut confirmé par l'élection, King n'emportant que trois des dix-neuf États, c'est-à-dire pas même la totalité de la Nouvelle-Angleterre.
| Candidats                        | Candidats                                   | Candidats                   | Grands électeurs | Vote populaire | Vote populaire |
| À la présidence                  | À la vice-présidence                        | Parti                       | Grands électeurs | Voix           | %              |
| -------------------------------- | ------------------------------------------- | --------------------------- | ---------------- | -------------- | -------------- |
| James Monroe, secrétaire d'État  | Daniel D. Tompkins, gouverneur de New York  | Parti républicain-démocrate | 183              | 76 592         | 68,2 %         |
| Rufus King, sénateur de New York | -                                           | Parti fédéraliste           | 34               | 34 740         | 30,9 %         |
| -                                | John Eager Howard                           | Parti fédéraliste           | 22               |                |                |
|                                  | James Ross                                  | Parti fédéraliste           | 5                | -              | -              |
|                                  | John Marshall, Président de la Cour Suprême | Parti fédéraliste           | 4                |                |                |
|                                  | Robert Goodloe Harper, sénateur du Maryland | Parti fédéraliste           | 3                |                |                |
| Candidats non-affiliés           |                                             |                             | 1 038            | 0,9 %          |                |
| Total                            | Total                                       | Total                       | 217              | 112 370        | 100,00 %       |

## Contestation des résultats
Lors du décompte des voix, qui se déroula devant le Congrès le 12 février 1817, le représentant de New York  John W. Taylor contesta la prise en compte du vote des électeurs de l'Indiana. Il présenta en effet que, d'après lui, l'Indiana n'avait été intégré dans l'Union que le 11 décembre 1816, lorsque le Congrès avait constaté cette entrée, et qu'au moment du vote des électeurs, le 4 décembre, l'Indiana n'était encore qu'un territoire et non un État.
Il lui fut répondu que si le Congrès avait en effet constaté l'entrée de l'Indiana dans l'Union le 11 décembre, la résolution adoptée ce jour-là indiquait que ce Territoire s'était constitué en État le 29 juin 1816, en répondant aux critères formulés le 18 avril de cette même année dans l'acte du congrès visant à l'intégrer dans l'Union (adoption d'une constitution, désignation d'un gouvernement...). Par conséquent, l'Indiana était un État de l'Union depuis le 29 juin, et non à partir du 11 décembre.
La prise en compte du vote des trois électeurs de l'Indiana ne changeant de toute façon rien au résultat final, le congrès décida de les valider à la quasi-unanimité de ses membres, et notamment de ceux représentant l'Indiana, qui y siégeaient depuis l'été.